# Skövde AIK
Skövde AIK is een Zweedse voetbalclub uit de stad Skövde, een stad die ligt in het gebied tussen de twee grootste meren van Zweden: het Vänermeer en Vättermeer. De vereniging werd op 21 juni 1919 opgericht en speelt de thuiswedstrijden in het Södermalms IP. De traditionele kleur van de club is rood. 

## Geschiedenis
In totaal speelde Skövde AIK veertien seizoenen lang in de tweede klasse. Voor het laatst was dat in 1995. Het beste resultaat ooit werd behaald in 1970, toen het promotieplay-offs naar de Allsvenskan speelde. De club legde het af tegen Landskrona BoIS en IFK Luleå. Daardoor bleef het in de toenmalige Division 2 actief.
In 2021 eindigde het op de tweede plaats in de Ettan. Na de finalewedstrijden tegen Akropolis IF (3–0 thuis, 0–0 uit) promoveerde het naar de Superettan.